# مهدي محمدي
مهدي محمدي (10 أكتوبر 1952 بكرمان في إيران - 7 سبتمبر 2013 بكرمان في إيران) هو مدرب كرة قدم ولاعب كرة قدم إيراني في مركز الدفاع. لعب مع نادي راه آهن.

## وصلات خارجية
- مهدي محمدي على موقع قاعدة بيانات كرة القدم.إي يو (الإنجليزية)